# الوسطيين (بني سلمان)
الوسطيين هي إحدى مشيخات المملكة المغربية، تتبع جغرافيا لإقليم شفشاون وإداريًا لبني سلمان. يقدر عدد سكانها بـ 8541 نسمة حسب الإحصاء الرسمي للسكان والسكنى لسنة 2004.